# Омерли
Омерли (тур. Ömerli) — город и район в провинции Мардин (Турция).

## История
Люди жили в этих местах с древнейших времён. Впоследствии город входил в состав разных государств; в XVI веке он попал в состав Османской империи.
Именно в этом городе в 1949 году родился лидер курдского национально-освободительного движения и основатель Рабочей Партии Курдистана - Абдулла Оджалан.